# Bernhard R. Kroener
Bernhard R. Kroener (* 24. Februar 1948 in Vallendar) ist ein deutscher Militärhistoriker.

## Leben
Bernhard R. Kroener wurde 1948 in Vallendar bei Koblenz als dritter Sohn rheinländisch-schlesischer Eltern geboren. Sein Vater war Offizier im Zweiten Weltkrieg und später Ministerialdirektor im Bundesministerium der Verteidigung. Ab 1952 verbrachte er seine Kindheit und Jugend in Bonn. Ab 1968 leistete er bei der Bundeswehr einen 18-monatigen Wehrdienst. Als Reserveoffizier arbeitete er mehrfach im Militärattachéstab in Paris. Kroener studierte Neuere Geschichte, Klassische Archäologie und Politikwissenschaft an der Rheinischen Friedrich-Wilhelms-Universität Bonn und an der Universität Sorbonne. In Paris wurde er vom Militärhistoriker André Corvisier nachhaltig geprägt, der ihm vermittelt habe, wie er einmal selbst in einem Interview betonte, „dass eine strukturelle Gewalt die gesamte Frühe Neuzeit durchzieht“. Durch Corvisier legte er künftig den Schwerpunkt auf die Militärgeschichte. Von Corvisier habe er auch gelernt, „dass der Soldat Täter und Opfer zugleich ist. Bisweilen ist er zunächst Opfer, bevor er Täter wird“. Diese „Handlungsspielräume und Handlungsgrenzen des Individuums“ bestimmten seine gesamte Forschung.
Im Jahr 1977 wurde er bei Stephan Skalweit in Bonn mit der Arbeit Les routes et les étapes. Die Versorgung der französischen Armeen in Nordostfrankreich (1635–1661). Ein Beitrag zur Verwaltungsgeschichte des Ancien Régime zum Dr. phil. promoviert. Weitere Unterstützung erhielt er von seinem Bonner Lehrer Konrad Repgen, der die Aufnahme der Arbeit in die Schriftenreihe der Vereinigung zur Erforschung der Neueren Geschichte forcierte. Ab 1978 war Kroener als wissenschaftlicher Mitarbeiter im Militärgeschichtlichen Forschungsamt (MGFA) und ab 1984 an der Albert-Ludwigs-Universität Freiburg tätig. Seit 1985 übte er regelmäßig Lehrtätigkeiten in Freiburg aus. Seine Habilitation in Neuerer und Neuester Geschichte, insbesondere Militärgeschichte, erfolgte ebendort 1990 über die Probleme der personellen Rüstungen des Dritten Reiches.
Kroener lehrte von 1997 bis 2013 als Professor für Militärgeschichte / Kulturgeschichte der Gewalt am Historischen Institut der Universität Potsdam; sein Nachfolger wurde Sönke Neitzel. Er war damit der erste Lehrstuhlinhaber für Militärgeschichte an einer Universität in Deutschland. Von 2004 bis 2010 war Kroener Dekan der Philosophischen Fakultät und damit länger als jeder seiner Vorgänger in dieser Funktion tätig. Von ihm wurde wesentlich der 2007 an der Universität Potsdam eingerichtete Masterstudiengang „Military Studies“ mitgestaltet. Zu seinen akademischen Schülern gehören Ralf Pröve, Rüdiger Bergien, Matthias Rogg, Heiner Möllers, Jens Westemeier, Christian Th. Müller, Ludger Tewes, John Zimmermann und Stephan Huck.
Kroener ist Mitglied der Brandenburgischen Historischen Kommission und der Preußischen Historischen Kommission. Außerdem ist er Mitglied im Kuratorium des Werner-Hahlweg-Preises für Militärgeschichte und Wehrwissenschaften. Kroener ist Mitherausgeber der Reihen Krieg in der Geschichte im Verlag Ferdinand Schöningh und Herrschaft und soziale System beim Lit Verlag sowie der Militärgeschichtlichen Zeitschrift. Kroener ist Mitautor der Gesamtwerke Das Deutsche Reich und der Zweite Weltkrieg und der Enzyklopädie deutscher Geschichte. Außerdem verfasste er die Lexikonartikel zu Alessandro Maffei und Baltasar von Marradas in der Neuen Deutschen Biographie (NDB) und arbeitete der Deutschen Biographischen Enzyklopädie und dem Dictionnaire d’art et d’histoire militaires zu.
Sein Bruder ist der Maler, Bildhauer und Professor für Gestaltungslehren, visuelle Kommunikation und Bildsprache Werner Kroener, sein Sohn der Journalist und Historiker Stephan Kroener.

## Forschungsschwerpunkte
Kroeners Forschungsschwerpunkte sind das Verhältnis von Militär und Gesellschaft der Frühen Neuzeit und des Dreißigjährigen Krieges (15. bis 17. Jahrhundert), die Preußische Sozialgeschichte des Militärs im 18. Jahrhundert, die Rolle des Militärs in Politik und Gesellschaft des 19. Jahrhunderts sowie Phänomene von Bevölkerung und Krieg im 20. Jahrhundert. Kroener war von 1995 bis 2004 erster Vorsitzender des Arbeitskreises für Militär und Gesellschaft in der Frühen Neuzeit. Ab 2010 gehörte er als deutscher Vertreter dem Vorstand der Internationalen Kommission für Militärgeschichte an.
Ein weiterer Schwerpunkt liegt auf der Museumsarbeit. Kroener wirkte maßgeblich am Aufbau des Museums des Dreißigjährigen Krieges in Wittstock und an der Neukonzeption des Militärhistorischen Museums in Dresden mit. Er ist Mitglied des wissenschaftlichen Beirates des Museums des Dreißigjährigen Krieges (Vorsitz).
Als einer der ersten Experten und Militärhistoriker bezeichnete er im April 2022 im Rahmen eines Interviews den Russisch-Ukrainischen Krieg als „Abnutzungskrieg“ von unbestimmter Dauer. Dies würde zu einer „Pattsituation“ und schlussendlich zu Verhandlungen führen. Allerdings habe Moskau mit seinen Nuklearwaffen noch „die absolute Vernichtungskomponente“ im Repertoire.
Im Ruhestand schrieb er das Buch Lebensscherben – Hoffnungsspuren, in welchem er die Geschichte seiner eigenen Familie in Form einer dokumentarischen Erzählung beschreibt. Er verbindet dabei eine literarische Erzählform mit wissenschaftlicher Quellenrecherche und fokussiert sich besonders auf die Gewalterfahrung, die Handlungsspielräume und -alternativen seines Vaters sowie seiner beiden Onkel während des Zweiten Weltkrieges. Dabei gibt er auch das Erlebnis wieder, vor einem Grab mit seinem eigenen Namen zu stehen (sein Onkel hieß ebenfalls Bernhard Kroener), und berichtet von der Begegnung mit dem Résistance-Kämpfer, der seinen Onkel im September 1944 erschossen hatte.

## Schriften (Auswahl)
- Schriftenverzeichnis: Christian Th. Müller, Matthias Rogg (Hrsg.): Das ist Militärgeschichte! Probleme, Projekte, Perspektiven. Für Bernhard R. Kroener zum 65. Geburtstag. Schöningh, Paderborn 2013, ISBN 978-3-506-77657-0, S. 498–507.

Monografien
- Les routes et les étapes. Die Versorgung der französischen Armeen in Nordostfrankreich (1635–1661). Ein Beitrag zur Verwaltungsgeschichte des Ancien Régime (= Schriftenreihe der Vereinigung zur Erforschung der Neueren Geschichte. Band 11). Aschendorff, Münster 1980, ISBN 3-402-05630-5.
- Das Deutsche Reich und der Zweite Weltkrieg. Band 5: Organisation und Mobilisierung des deutschen Machtbereichs. 2 Halbbände, Deutsche Verlags-Anstalt, München 1988/99, ISBN 3-421-06232-3 und ISBN 3-421-06499-7.
- Generaloberst Friedrich Fromm. „Der starke Mann im Heimatkriegsgebiet“. Eine Biographie. Schöningh, Paderborn u. a. 2005, ISBN 3-506-71734-0.
- Militär, Staat und Gesellschaft im 20. Jahrhundert (1890–1990) (= Enzyklopädie deutscher Geschichte. Band 87). Oldenbourg, München 2011, ISBN 978-3-486-57635-1.
- Kriegswesen, Herrschaft und Gesellschaft. 1300–1800 (= Enzyklopädie deutscher Geschichte. Band 92). Oldenbourg, München 2013, ISBN 978-3-486-56592-8.
- Lebensscherben – Hoffnungsspuren. Eine Familie aus Schlesien in den Stürmen des 20. Jahrhunderts. Eine dokumentarische Erzählung. Band 1: Von den Anfängen bis 1943, Band 2: 1944 bis 1948. Berlin 2023, ISBN 978-3-96776-066-8 (Band 1), ISBN 978-3-96776-067-5 (Band 2).

Herausgeberschaften
- Europa im Zeitalter Friedrichs des Großen. Wirtschaft, Gesellschaft, Kriege (= Beiträge zur Militärgeschichte. Band 26). Im Auftrag des Militärgeschichtlichen Forschungsamtes, Oldenbourg, München 1989, ISBN 3-486-55161-2.
- Potsdam. Staat, Armee, Residenz in der preußisch-deutschen Militärgeschichte. Propyläen, Frankfurt am Main 1993, ISBN 3-549-05328-2.
- mit Ralf Pröve: Krieg und Frieden. Militär und Gesellschaft in der frühen Neuzeit. Schöningh, Paderborn u. a. 1996, ISBN 3-506-74825-4.
- mit Joachim Niemeyer: Hans Bleckwenn: Altpreußische Offizierporträts. Studien aus dem Nachlaß. Mit Miniaturen von Bodo Koch. Im Auftrag des Militärgeschichtlichen Forschungsamtes, Biblio Verlag, Osnabrück 2000, ISBN 3-7648-2584-7.
- mit Peter Baumgart, Heinz Stübig: Die preußische Armee zwischen Ancién Regime und Reichsgründung. Schöningh, Paderborn u. a. 2008, ISBN 978-3-506-75660-2.